# エブセイ・ドーマー
エブセイ・デヴィッド・ドーマー（Evsey David Domar、1914年4月16日 - 1997年4月1日）は、ロシア系アメリカ人である経済学者。基本的にケインジアン経済学者であるが、専門は、経済史、比較経済論、経済成長論であった。特に、ハロッド＝ドーマー・モデルの経済成長理論で有名である。日本では、エフセイ・ドーマー、エフセイ・ドマールと呼ばれる事もある。

## 略歴
- 1914年 ロシア（現在はポーランド）のウッチに生まれた。
- 1916年 当時、ロシア領であったハルビンに移住。
- 1920年頃 中国領となる。
- 1930年 高校を卒業し、家庭教師となる。
- 1936年 カリフォルニア大学ロサンゼルス校に入り経済学を学ぶ。
- 1939年 経済学のBAを取得する。
- 1941年 ミシガン大学で数学のMAを取得。
- 1941年 - 1942年 ハーバード大学でアービン・ハンセンのクラスに出席していた。
- 1943年 ハーバード大学で経済学のMAを得る。
- 1943年 - 1946年 連邦準備制度理事会で働く。
- 1947年 ハーバード大学よりPh.Dを得る。
- 1946年 - 1947年 カーネギー工科大学（のちカーネギーメロン大学と改称）で教える。
- 1947年 - 1948年 シカゴ大学で教える。
- 1951年 - 1955年 コロンビア大学で教える。
- 1955年 - 1958年 ジョンズ・ホプキンス大学で教える。
- 1958年 マサチューセッツ工科大学（MIT）の経済学教授となる。
- 1965年 オミクロン・デルタ・エプシロンのジョン・R・コモンズ賞を受賞。
- 1970年 アメリカ経済学会の副会長と比較経済学会の会長を務める。
- 1997年 マサチューセッツ州コンコルドの病院で死去（82歳）

## 著作
- Capital accumulation and the end of prosperity, Cowles Commission for Research in Economics, University of Chicago, 1951.
- Essays in the theory of economic growth, Oxford University Press, 1957.

『経済成長の理論』、宇野健吾訳、東洋経済新報社, 1959年
- Capitalism, socialism, and serfdom: essays, Cambridge University Press, 1989.

### 共著
- Income, employment and public policy: essays in honor of Alvin H. Hansen, Lloyd A. Metzler, Evsey D. Domar, James S. Duesenberry, et al., Norton, 1948.

## 関連事項
- 経済成長理論
- ロイ・ハロッド